# Колета (огранка)

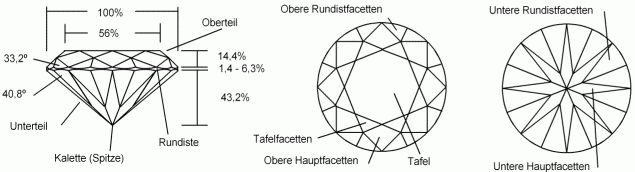
Огранка діаманта. Колета простежується на крайньому лівому та правому рисунку.

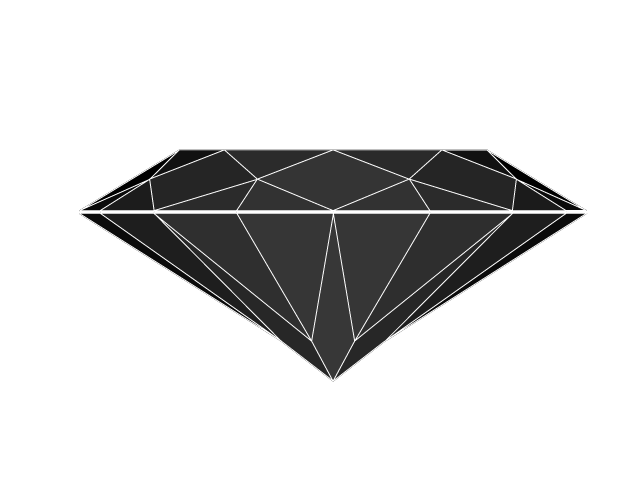
Колета — нижня частина поверхні діаманта.

Коле́та — нижня частина поверхні діаманта, вона може бути у вигляді точки (шипа), грані або лінії на павільйоні діаманта.